# Burmusculus magnus
Burmusculus magnus (лат.) — ископаемый вид помпилоидных ос рода † Burmusculus († Burmusculidae, Pompiloidea). Бирманский янтарь (меловой период, сеноманский век, около 99 млн лет). Мьянма. Видовое название происходит от латинского слова magnus, означающего «большой», что относится к переднему крылу, в котором ячейка 2rm намного больше 3rm.

## Описание
Мелкие осы (длина тела 3,53 мм, голова округлая длиной около 0,5 мм). От близких видов отличается следующими признаками: переднее крыло с ячейками 2rm и 3rm широкими, 2rm отчётливо длиннее 3rm; 2-Rs длиннее 1-Rs и сильно изогнута; 1cu-a слабо постфуркальная. Заднее крыло с 1-Cu значительно короче cu-a. Усики самца 13-члениковые. Глаза крупные, почти достигают основания мандибул. Вид был впервые описан в 2019 году китайскими и российским энтомологами (Longfeng Li, Alexandr P. Rasnitsyn, Chungkun Shih, Daqing Li, Dong Ren).